# Günther Anders
Günther Anders (nacido el 12 de julio de 1902 como Günther Stern en Breslau, actual Breslavia, Imperio alemán; muerto el 17 de diciembre de 1992 en Viena, Austria) fue un importante filósofo e intelectual germano-austríaco de origen judío.

## Datos biográficos y académicos
Preocupado principalmente por los nuevos desafíos éticos que supusieron los avances técnicos desarrollados a partir de la Segunda Guerra Mundial, fue pionero de la filosofía de la técnica y de los medios. Su preocupación por la "destrucción de la humanidad" le llevó por el camino del pacifismo militante, siendo cofundador y guía del movimiento contra la bomba atómica. Destacado también por sus relatos y poemas, fue más conocido por su crítica filosófica.
Günther Anders fue el seudónimo elegido por el joven Günther Stern cuando era el único autor de todos los artículos y recensiones de la revista cultural de la Bolsa berlinesa en los años inmediatamente anteriores al advenimiento del nazismo en Alemania. El editor le aconsejó que firmara, aparte de con su nombre, también como "otro" y así lo hizo, pues eso significa "Anders", en alemán. Más tarde, adoptó el seudónimo definitivamente.
De familia judía polaca, Günther Stern fue soldado en la Primera Guerra Mundial a los 16 años, se había doctorado en filosofía con Husserl después de haber tenido profesores tan insignes como Heidegger o Cassirer. Compañero de estudios de Hannah Arendt, se casaría con ella en 1929 y en 1936 se divorciaron; en esa época Stern publicó tanto su primer libro filosófico en la estela de la fenomenología (Sobre el tener. Siete capítulos sobre la ontología del conocimiento, 1928) como dos artículos con gran éxito entre los posteriores existencialistas (Une interprétation de l'a posteriori (1934-1935) y Pathologie de la liberté. Essai sur la non-identification (1935-1936), así como obras de género literario, entre las que destacan Learsi (Israel) (1933), La marcha del hambre (premio a la novela corta de la emigración, 1935) y Las catacumbas molusias (1930-1932?), una novela en la que aventuraba la descripción de un país imaginario sometido a un Estado totalitario.
Tanto Hannah Arendt como Günther Stern, perseguido por los nazis como colaborador de Bertolt Brecht, tuvieron que abandonar Alemania en 1933. Desavenencias de carácter motivaron finalmente el divorcio de la pareja en 1937; Stern emigraría entonces a Estados Unidos, donde ejercería diversos trabajos, desde docente de estética en Nueva York hasta obrero manual en Los Ángeles. De los años en Norteamérica extrajo las experiencias que constituirían el fermento de su obra maestra : Die Antiquierheit des Menschen (La obsolescencia del hombre), publicada a su vuelta en Alemania en 1956.
Visita Auschwitz y dirá: "Si se me pregunta en qué día me avergoncé absolutamente, responderé: en esta tarde de verano cuando en Auschwitz estuve ante los montones de anteojos, de zapatos, de dentaduras postizas, de manojos de cabellos humanos, de maletas sin dueño. Porque allí tendrían que haber estado también mis anteojos, mis dientes, mis zapatos, mi maleta. Y me sentí -ya que no había sido un preso en Auschwitz porque me había salvado por casualidad- sí, me sentí un desertor".
En el idioma alemán hay una palabra común para poder y violencia: Gewalt. Y Günther Anders estudia sin pausa cómo la técnica va ganando cada vez más poder (violencia) sobre el ser humano. Después de Auschwitz, Anders visitará Hiroshima. Para él, después de Auschwitz, el paso esperado de la ecuación poder-violencia. Escribe al piloto del avión encargado de evaluar el objetivo de la bomba atómica lanzada sobre Hiroshima, Claude Eatherly, internado en un hospital de veteranos, un paria pero también una víctima. La correspondencia entre el filósofo alemán, el pacifista, y el aviador estadounidense fue publicada como Burning Conscience (Más allá de los límites de la conciencia). Un documento del miedo, de la irracionalidad, de la desesperación. A raíz de ese breve tomo, Günther Anders es calificado de "comunista" y "persona non grata" en los Estados Unidos. 
El poder-violencia de Auschwitz y Hiroshima no se detendrá allí para el filósofo Anders. La tercera etapa estará dada por el sistema de la sociedad de consumo que no solo envenena el medio ambiente, los ríos, el mar, los bosques sino que divide al mundo en países en la opulencia y países en la miseria. Una sociedad de consumo que aplica la energía atómica para más autos, más armas, más cemento, más turismo, más idiotización con productos superfluos, pero al mismo tiempo más poder, mientras más violencia, más hambre, más subdesarrollo, más dependencia en los países no industriales. Y el mundo del "socialismo real" ante el temor de quedarse en definitivo atraso tecnológico - y además por su idolatría por la técnica- entregó también su alma al diablo del Estado atómico. Para Anders, las estaciones hacia el fin de la humanidad comenzadas con Auschwitz (la destrucción sistemática y anónima del ser humano), con Hiroshima (cuando el ser humano se apercibió de que solo bastaba apretar un botón) se completa con Chernobyl (nombre representativo para Harrisburg, y todas las demás catástrofes ecológicas habidas en la última década) donde el hombre pierde el dominio sobre el poder-violencia y se auto-mata en un holocausto de irracionalidad, obstinada estupidez y avaricia.
Manfred Bissinger, biógrafo e intérprete de Günther Anders señala: "Los temas de Anders giran constantemente en torno al problema de cómo la técnica gana cada vez más poder-violencia sobre el ser humano. Nos lo explica en sus tres tesis fundamentales, que son: que el hombre no está a la altura de la perfección de sus productos; que produce más de lo que puede imaginarse y responsabilizarse, y que cree que todo lo que es capaz de producir puede hacerlo y no sólo eso, debe hacerlo".
En los años sesenta y setenta Günther Anders junto con Heinrich Böll, el obispo Scharf, el teólogo Gollwitzer, el filósofo Ernst Bloch y otros encabezaron el gran movimiento pacifista alemán contra el estacionamiento de los cohetes atómicos norteamericanos en territorio germano. Ellos estuvieron también en las grandes acciones pacíficas contra las centrales atómicas. Veinte años de labor no solo teórica sino acompañando esa teoría con la acción pacífica. En 1983 Günther Anders recibió el premio Theodor Adorno, el más alto galardón de la filosofía alemana. Fue en Fráncfort, en la iglesia de San Pablo, símbolo de la Revolución de 1848. Le tocó en suerte al burgomaestre de esa ciudad, un demócrata cristiano, Walter Wallmann, precisamente enemigo a muerte de las ideas del filósofo, entregarle ese premio. El político dijo: "Honramos aquí al filósofo Günther Anders porque él nos contradice, nos advierte constantemente, nos sacude". Anders le respondió: "Soy sólo un conservador ontológico, en principio, que trata de que el mundo se conserve para poder modificarlo".

## Premios
- 1983 - Premio Theodor W. Adorno (Theodor W. Adorno Preis) de la ciudad de Fráncfort del Meno (Alemania).
- 1992 - Sigmund-Freud-Preis für wissenschaftliche Prosa de la Academia Alemana de la Lengua y la Poesía.